# شارلین (خواننده)
شارلین (انگلیسی: Charlene؛ زادهٔ ۱ ژوئن ۱۹۵۰) یک خواننده اهل ایالات متحده آمریکا است.